# Chiesa di Santa Maria di Sibiola
Santa Maria di Sibiola è una chiesa romanica, situata nelle campagne del comune di Serdiana.

## Storia
La chiesetta di Santa Maria sorge nella località campestre dove, nel medioevo, era ubicato il villaggio di Sibiola, la cui esistenza è documentata dal 1215 al XVI secolo. Villa Sibiola, come risulta da un inventario del 1338, era tra i possedimenti dei monaci benedettini dell'Abbazia di San Vittore di Marsiglia. Nel 1341 compare per la prima volta il titolo di Santa Maria di Sibiola.

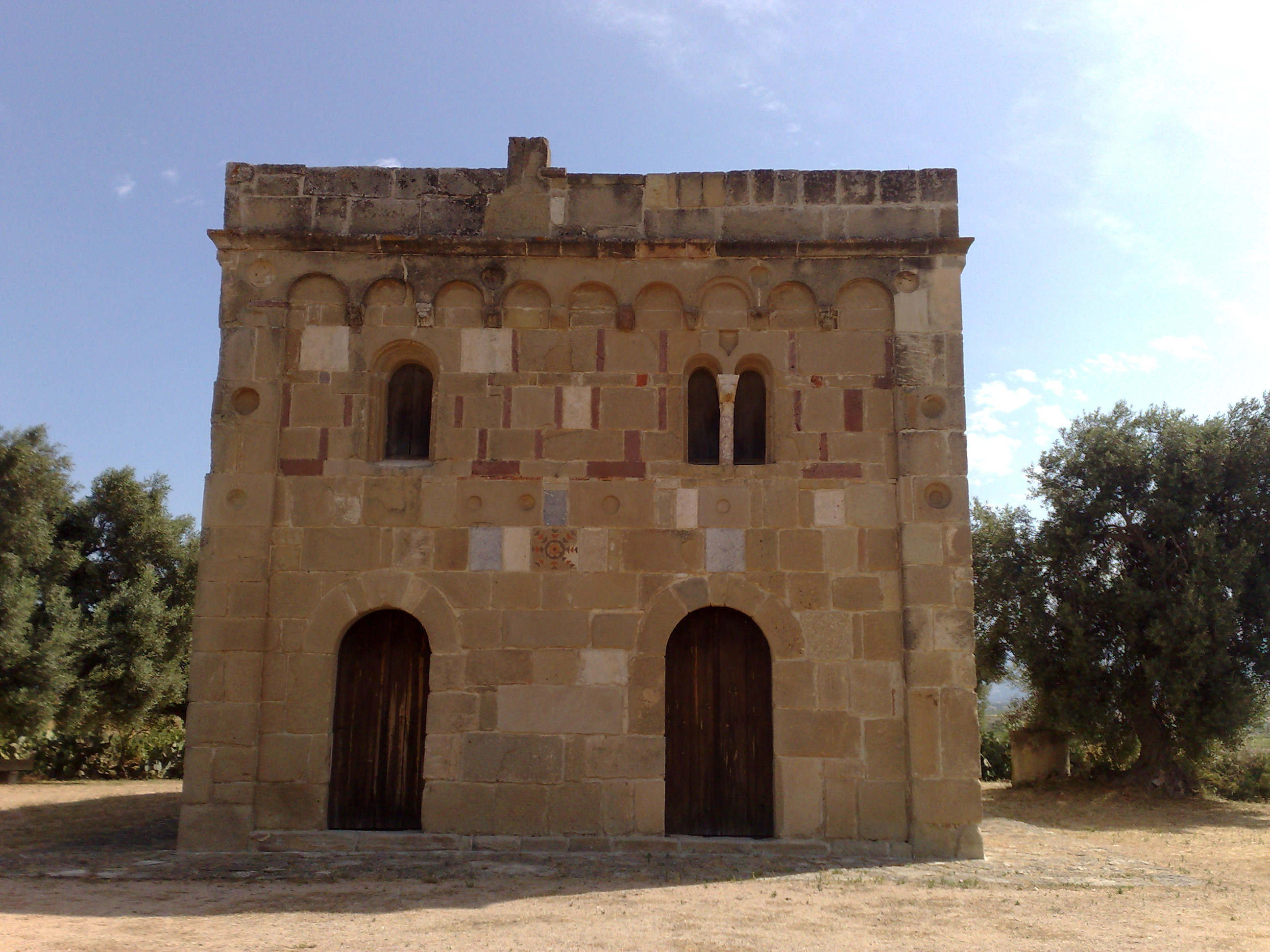
Facciata della chiesa.

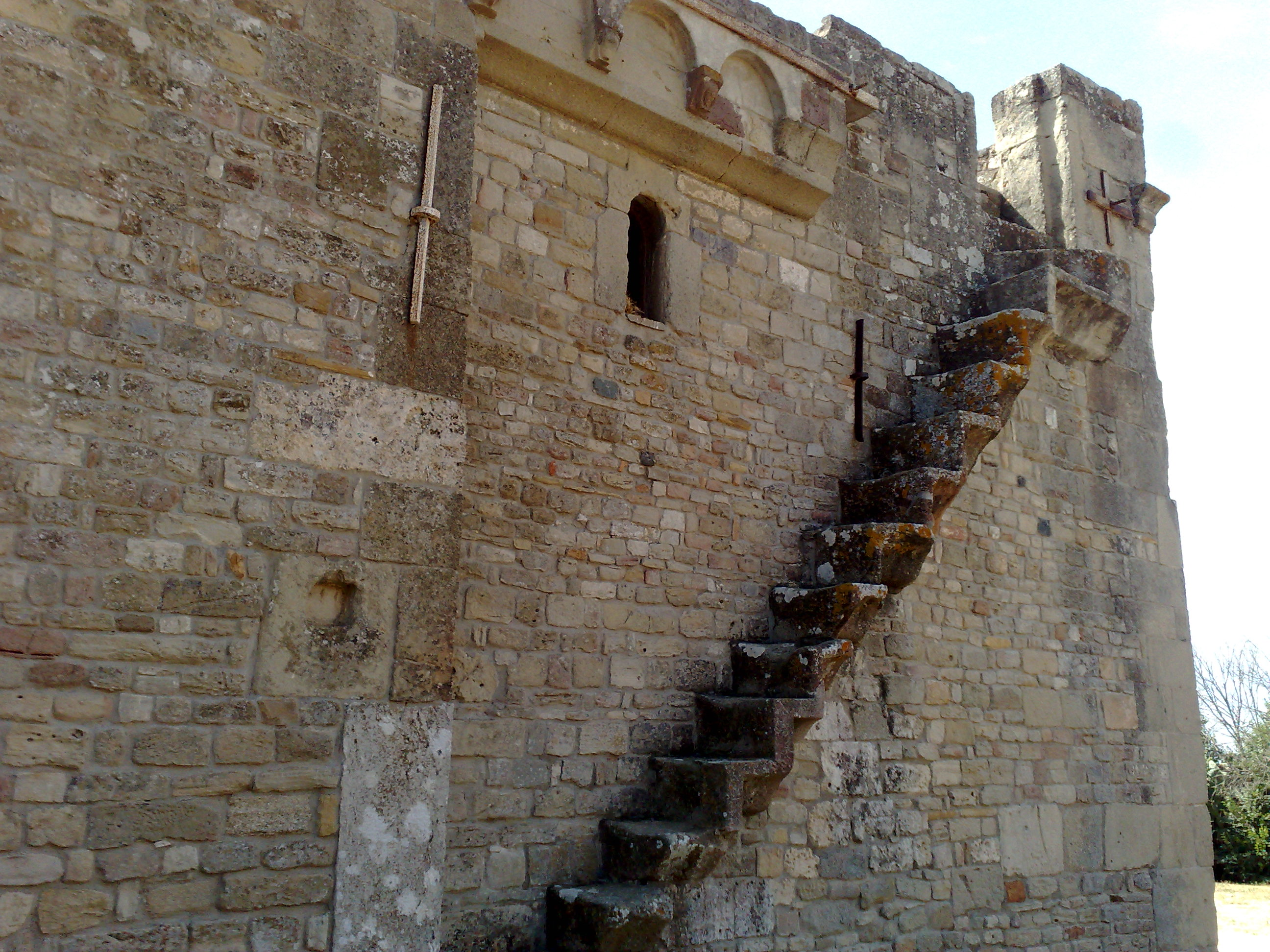
Scala esterna sul lato nord.

L'erezione della chiesa di Santa Maria si fa risalire al primo quarto del XII secolo ad opera delle maestranze a servizio dei monaci Vittorini.

## Descrizione
L'edificio, in pietra arenaria, presenta la facciata, a terminale piatto e delimitata dalle due paraste angolari, in cui si aprono due portali archivoltati; il portale sud è sormontato da una bifora, mentre l'altro da una monofora. Nove archetti pensili su peducci scolpiti, corrono lungo il terminale; una teoria di archetti orna anche i prospetti laterali e le due absidi semicircolari, rivolte ad est. La chiesa era dotata originariamente di un campanile a vela, a cui si accedeva mediante la caratteristica scala esterna, ancora visibile sul lato nord. L'interno, a pianta rettangolare, è diviso in due navate (quella sud di larghezza maggiore) tramite archi a tutto sesto su pilastri cruciformi. Le volte a botte sono scandite da sottarchi, simili a quelli presenti nella basilica di San Saturnino a Cagliari. Ciascuna navata termina in un'abside semicircolare, entrambe sormontate da un oculo. Al centro dell'abside sud, più grande di quella nord, si apre una monofora; qui si trova anche l'altare, ornato da un crocifisso ligneo.
All'interno della chiesa era custodito il retablo del Giudizio Universale, opera del XV secolo attribuita al "Maestro di Olzai" (artista identificabile in Antonio o Lorenzo Cavaro). Le due tavole superstiti del retablo sono attualmente custodite nella Pinacoteca nazionale di Cagliari.